# Американо-малайзийские отношения

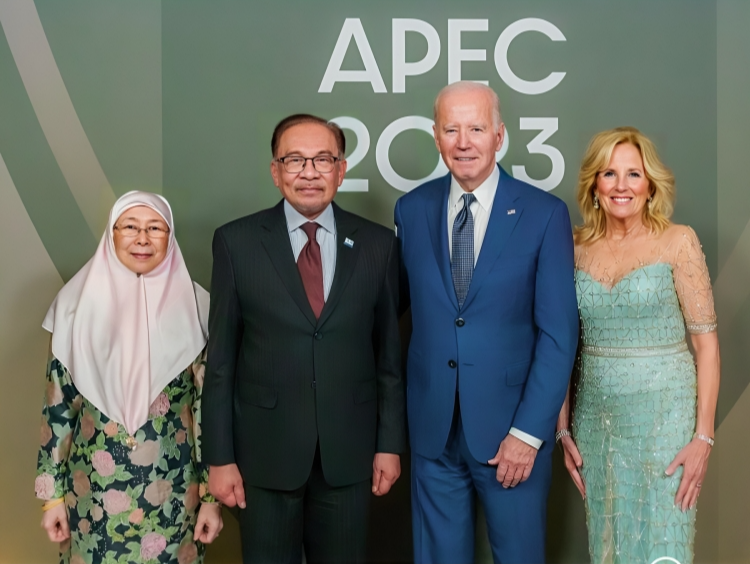
Премьер-министр Малайзии Анвар Ибрагим с президентом США Джо Байденом и их супруги Ван Азиза Ван Исмаил и Джилл Байден во время саммита АТЭС 11 ноября 2023 года.

Американо-малайзийские отношения — двусторонние дипломатические отношения между США и Малайзией, которые были установлены после обретения независимости Малайской Федерацией в 1957 году. США были и остаются одним из крупнейших торговых партнёров Малайзии и традиционно считаются старейшим и ближайшим союзником этой страны в военной, экономической и образовательной сферах. Малайя была государством-предшественником Малайзии, более крупной федерации, образованной путём слияния Малайи, Северного Борнео, Саравака и Сингапура в 1963 году. Непосредственно перед объединением последние три территории ранее входили в состав Британской империи. США имели консульское и коммерческое присутствие в Малайе с 1800-х годов. Американские торговцы, в частности Джозеф Уильям Торри и Томас Брэдли Харрис, также имели коммерческие интересы на северо-западном побережье Борнео в XIX веке, где они основали «Американскую торговую компанию Борнео».
У Малайзии есть посольство в Вашингтоне, и генеральные консульства в Лос-Анджелесе и Нью-Йорке. Соединённые Штаты имеют посольство в Куала-Лумпуре. Начиная с апреля 2014 года, США рассматривали Малайзию как всеобъемлющего партнёра, что увеличило важность дипломатических связей в рамках политики президента Барака Обамы «Поворот в Азию». Партнёрство привело к увеличению количества двусторонних консультаций и сотрудничества в области политики, дипломатии, торговли, инвестиций, образования, связей между людьми, безопасности, окружающей среды, науки, технологий и энергетики, связи продолжали укрепляться при президенте Дональде Трампе в 2017 году.
В 2016 году США были третьим по величине экспортным рынком Малайзии, в то время как Малайзия была 25-м по величине экспортным направлением США и одним из крупнейших торговых партнёров.

## История

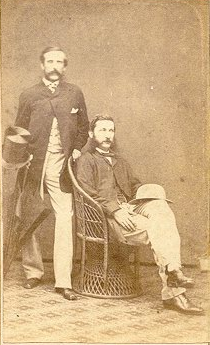
Томас Брэдли Харрис (стоит слева) и Джозеф Уильям Торри (сидит справа), первые американские торговцы на Борнео.

Соединённые Штаты имеют давние коммерческие интересы в Малайзии, восходящие к 1800-м годам, когда территории, которые сейчас являются частью этой страны Юго-Восточной Азии, были частью Британской империи. Малайзия установила дипломатическое присутствие в США в 1957 году, а США имели консульские учреждения в Малайе и коммерческие интересы на севере Борнео с 1800-х годов. В 1850 году США признали статус Королевства Саравак, которое было основано англичанином Джеймсом Бруком в качестве независимого государства. Американские торговцы Торри и Харрис через «Американскую торговую компанию Борнео» владели участком земли на северо-западе Борнео, который, затем был продан барону Густаву Овербеку в 1876 году. США также назначили консула в Джорджтауне в 1918 году и открыли дополнительные консульские учреждения в Куала-Лумпуре в 1948 году и в Кучинге в 1968 году. Современные связи между Малайзией и США в целом на высоком уровне, поскольку США поддерживали Малайзию во время вооружённой Индонезийско-малайзийской конфронтации, возникшего из-за противодействия Индонезии образованию Малайзии, что ознаменовало начало прямого участия США в политических делах этой страны. Ранее во время Второй мировой войны США сыграли роль в освобождении Юго-Восточной Азии от японской оккупации, особенно в освобождении Борнео, поскольку остров расположен недалеко от Содружества Филиппин. Во время чрезвычайного положения правительство Малайзии и британские колонизаторы получили помощь от Соединённых Штатов для подавления коммунистического восстания за независимость.
Однако политические отношения стали напряжёнными во время президентства Джорджа Буша и войны в Ираке. Премьер-министр Малайзии Махатхир Мохамад, правивший с 1981 по 2003 год, критиковал внешнюю политику Соединённых Штатов из-за вторжения в Ирак. Тем не менее, эти периоды напряжённости между двумя странами не помешали США стать одним из крупнейших торговых партнёров Малайзии во время правления Махатхира Мохамада. США были и остаются одним из крупнейших торговых партнёров Малайзии и традиционно считаются ближайшим союзником этой страны. В 2002 году был создан Совет дружбы Малайзия-США для укрепления дружбы между государствами. Мохд Нур Амин, председатель Международного многостороннего партнёрства против киберугроз (IMPACT), был назначен генеральным секретарём этого совета. Совет находится в Вашингтоне и спонсируется ведущими малазийскими компаниями для предоставления консультаций по вопросам, касающимся двусторонних отношений между двумя странами.
Под руководством премьер-министра Наджиба Туна Разака двусторонние дипломатические связи между государствами потеплели и нормализовались. Впоследствии президент США Барак Обама совершил свой первый официальный визит в Малайзию в апреле 2014 года, первый визит действующего президента США с 1966 года. Премьер-министр Наджиб Тун Разак и президент Барак Обама опубликовали совместное заявление, в котором американо-малайзийские отношения были повышены до уровня всеобъемлющего партнёрства. В январе 2017 года государства работали над договором о Транстихоокеанском партнёрстве (ТТП). В канун Рождественского сочельниак 2014 года Наджиб Тун Раза и Барак Обама были замечены играющими вместе в гольф на Гавайях. После победы Дональда Трампа на президентских выборах в США в 2016 году отношения продолжили укрепляться, и Наджиб Тун Разак был среди международных лидеров, которые поздравили Трампа и выразили надежду на продолжение партнёрства с США во время его президентства. В июне 2018 года посольство США в Куала-Лумпуре провело серию программ в Сабахе (бывший Северный Борнео) в ознаменование более 150 лет партнёрства с народом этой территории.
13 июня 2020 года бывший премьер-министр Махатхир Мохамад поддержал бывшего вице-президента Джо Байдена на президентских выборах в США в 2020 году.

## Экономическая отношения

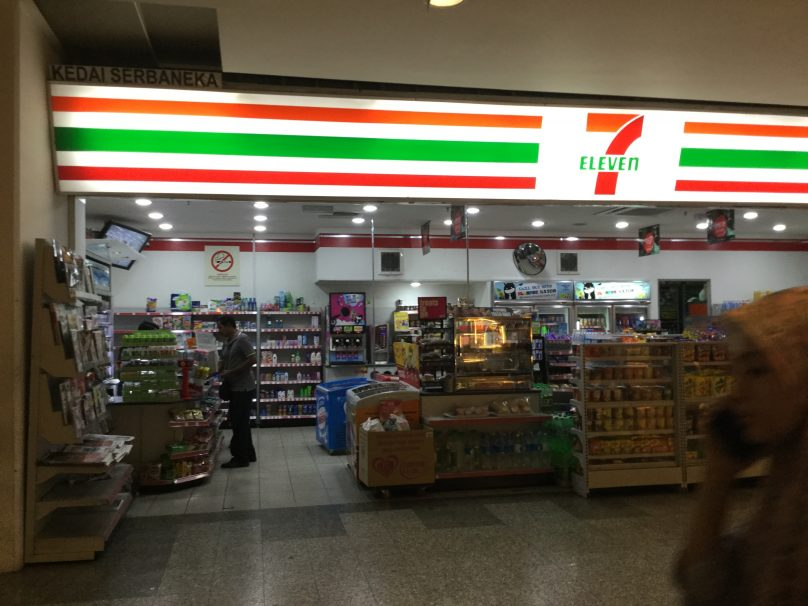
Магазин у дома 7-Eleven в Куала-Лумпуре, Малайзия. Японско-американская сеть магазинов насчитывает около 2000 магазинов в стране по состоянию на 2016 год

Самыми ранними значительными экономическими отношениями между территориями, которые сейчас являются частью Малайзии, в частности Малайей, было участие США в производстве и торговле оловом и каучуком. Малайя в своё время была крупнейшим производителем обоих товаров, а США были крупнейшим импортёром малайского олова. К 1917 году каучук стал самым важным экспортным товаром Малайи, и США потребляли 77 % от общего объёма производства каучука в Малайе. Большой спрос на каучук был обусловлен ростом производства автомобилей в Малайзии.
В настоящее время США являются одним из крупнейших иностранных инвесторов в Малайзии. Американо-малайзийская торговая палата выступает в качестве бизнес-ассоциации для сотрудничества между обеими странами. Хотя цифры, охватывающие весь спектр иностранных инвестиций (включая нефть и газ), недоступны, американские компании особенно активны в секторах энергетики, электроники и производства и нанимают около 200 000 малайзийских рабочих. Совокупная стоимость частных инвестиций США в производственный сектор Малайзии составляет примерно 15 миллиардов долларов США. В 1970-х годах американские компании, включая Agilent Technologies, Fairchild Semiconductor, Freescale Semiconductor, Intel, Texas Instruments и Western Digital, стали пионерами малайзийского сектора электротехники и электроники (E&E), который ежегодно экспортирует оборудование на миллиарды долларов в глобальные цепочки поставок. Крупнейшие американские нефтегазовые компании, включая ExxonMobil, ConocoPhillips, Hess Corporation и Murphy Oil, инвестировали миллиарды долларов в разработку энергетических ресурсов Малайзии. Многие американские сети быстрого питания/кофеен, такие как A&W Restaurants, Burger King, Domino’s Pizza, Dunkin’ Donuts, KFC, McDonald’s, Pizza Hut, Starbucks, Subway, Church’s Chicken и Wendy’s, доминируют на малайзийском рынке быстрого питания/кофеен. Среди недавних инвесторов из США: Hershey’s, Kellogg’s, Bose Corporation и Golden Gate Capital. В 2013 году США были четвёртым по величине торговым партнёром Малайзии, а Малайзия — 22-й по величине торговым партнёром США. Объём товарооборота в 2013 году составил сумму около 44 миллиардов долларов США.
В июне 2005 года Малайзия и США начали переговоры по подписанию двустороннего соглашения о свободной торговле, но не заключили его после восьми раундов переговоров. Малайзийские инвестиции в США невелики, но растут, особенно в сфере досуга, игр и биотехнологий. Крупные малайзийские компании, работающие в США, включают: Genting Group и MOL Global, компанию, котируемую на Нью-Йоркской фондовой бирже. В 2010 году Малайзия присоединилась к США, Австралии, Брунею, Канаде, Чили, Мексике, Новой Зеландии, Перу, Сингапуру и Вьетнаму в переговорах о Транстихоокеанском партнёрстве (ТТП) (Япония впоследствии присоединилась к переговорам в 2013 году). Соглашение направлено на расширение доступа к рынку, укрепление защиты интеллектуальной собственности и поддержку высоких трудовых и экологических стандартов, одновременно способствуя большей экономической интеграции между участниками. Однако США вышли из ТТП в 2017 году.
В начале апреля 2025 года вторая администрация Трампа ввела 24%-ный взаимный тариф на малайзийский экспорт в США. В ответ министр финансов Малайзии Амир Хамза Азизан заявил, что правительство Малайзии будет стремиться разрешить разногласия с США путём диалога. Премьер-министр Анвар Ибрагим заявил, что Малайзия не столкнётся с рецессией и что АСЕАН будет координировать единый ответ.

## Отношения в сфере образования

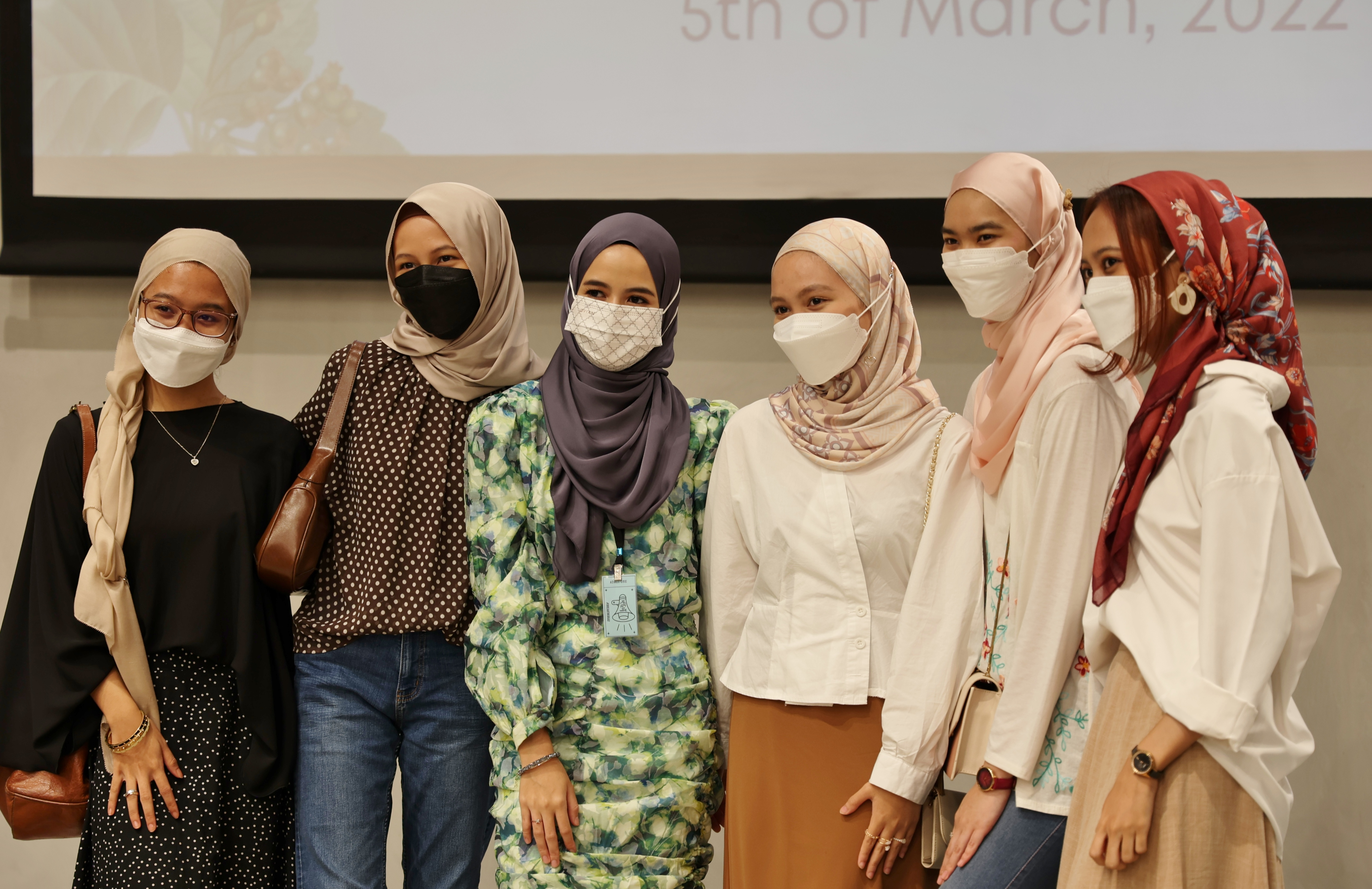
Creating Agents of Change (CAFC) в посольстве США в Куала-Лумпуре, 2022 год

Программа Фулбрайта «Помощник преподавателя английского языка» помогает улучшить навыки английского языка тысяч учащихся средних школ Малайзии, и в Малайзии насчитывается около 6000 выпускников программ обмена, спонсируемых Государственным департаментом США. В 2014 году президент Барак Обама объявил о дополнительных программах обмена, грантовых возможностях и стипендиях для молодёжи в возрасте 18-35 лет в рамках Инициативы молодых лидеров Юго-Восточной Азии (YSEALI). С 2001 года Фонд послов по сохранению культурного наследия (AFCP) поддержал 10 проектов по сохранению культурного наследия в Малайзии.

## Сотрудничество в сфере безопасности

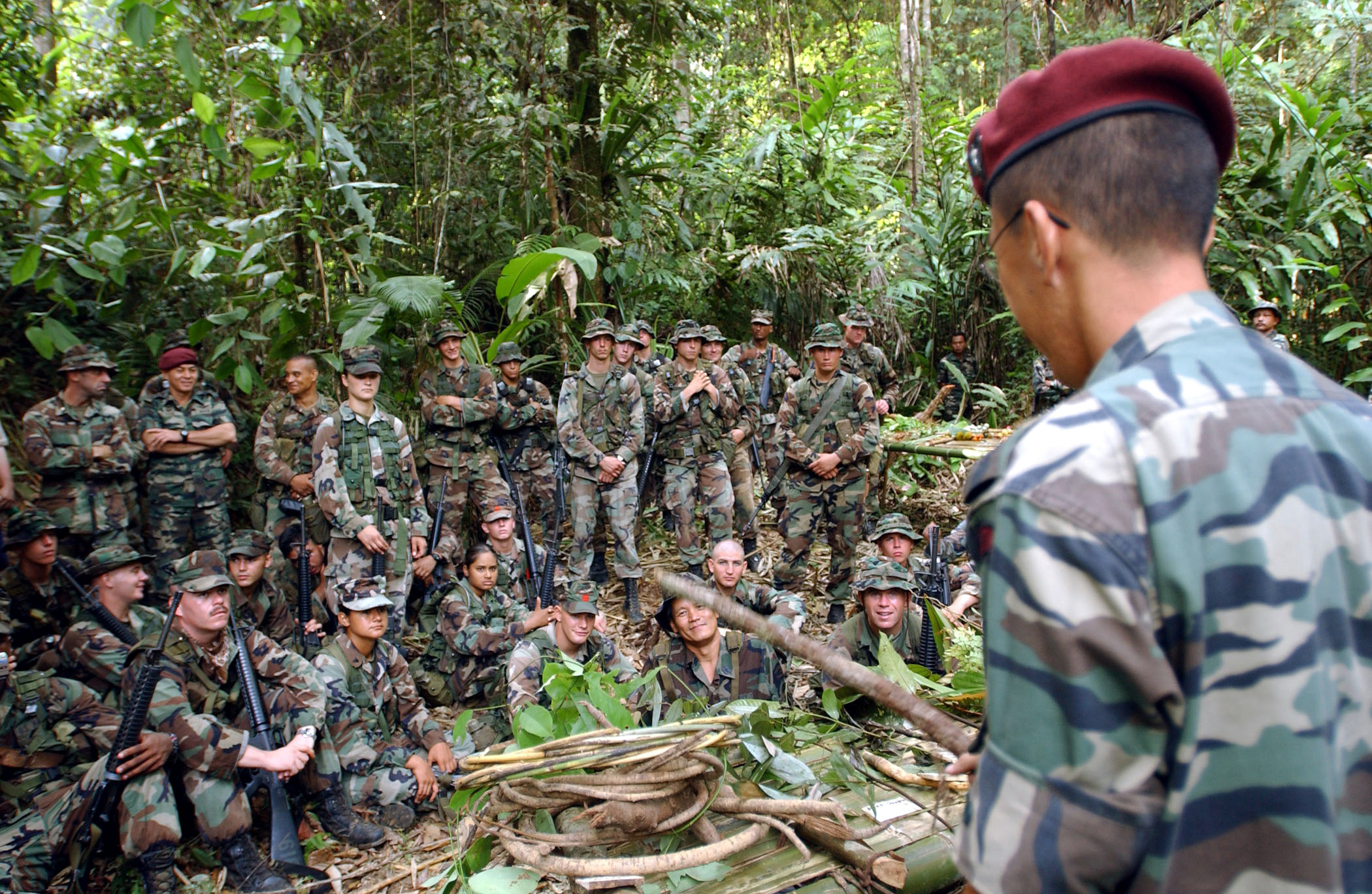
Военнослужащие Корпуса морской пехоты США (USMC) слушают лекцию, которое им проводит командующий вооружённых сил Малайзии во время учений по отработке готовности и подготовки на море в 2002 году.

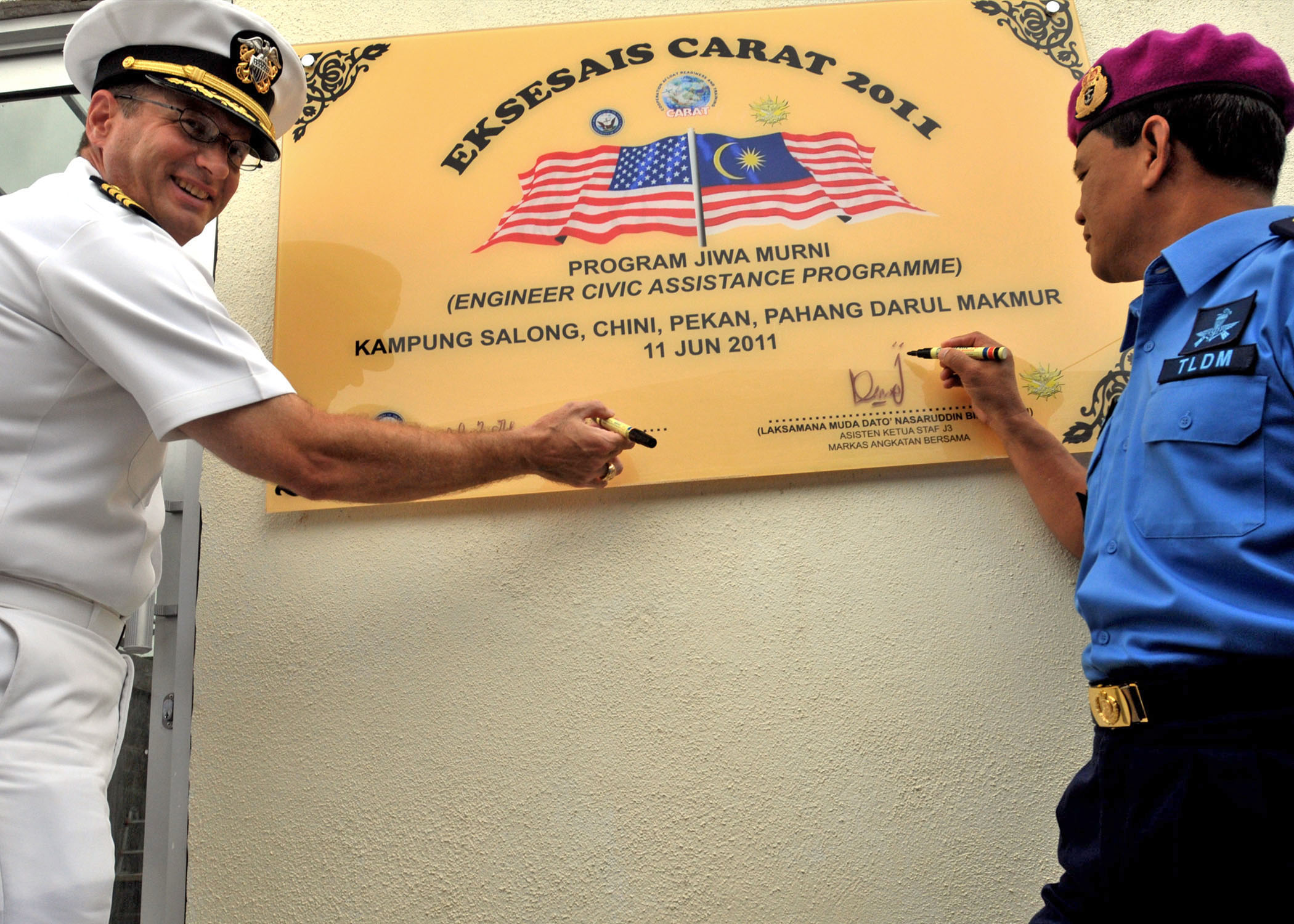
Капитан ВМС США и контр-адмирал Королевского флота Малайзии вместе подписывают памятную доску новой медицинской клиники, построенной в Пекане благодаря сотрудничеству во время учений CARAT в 2011 году.

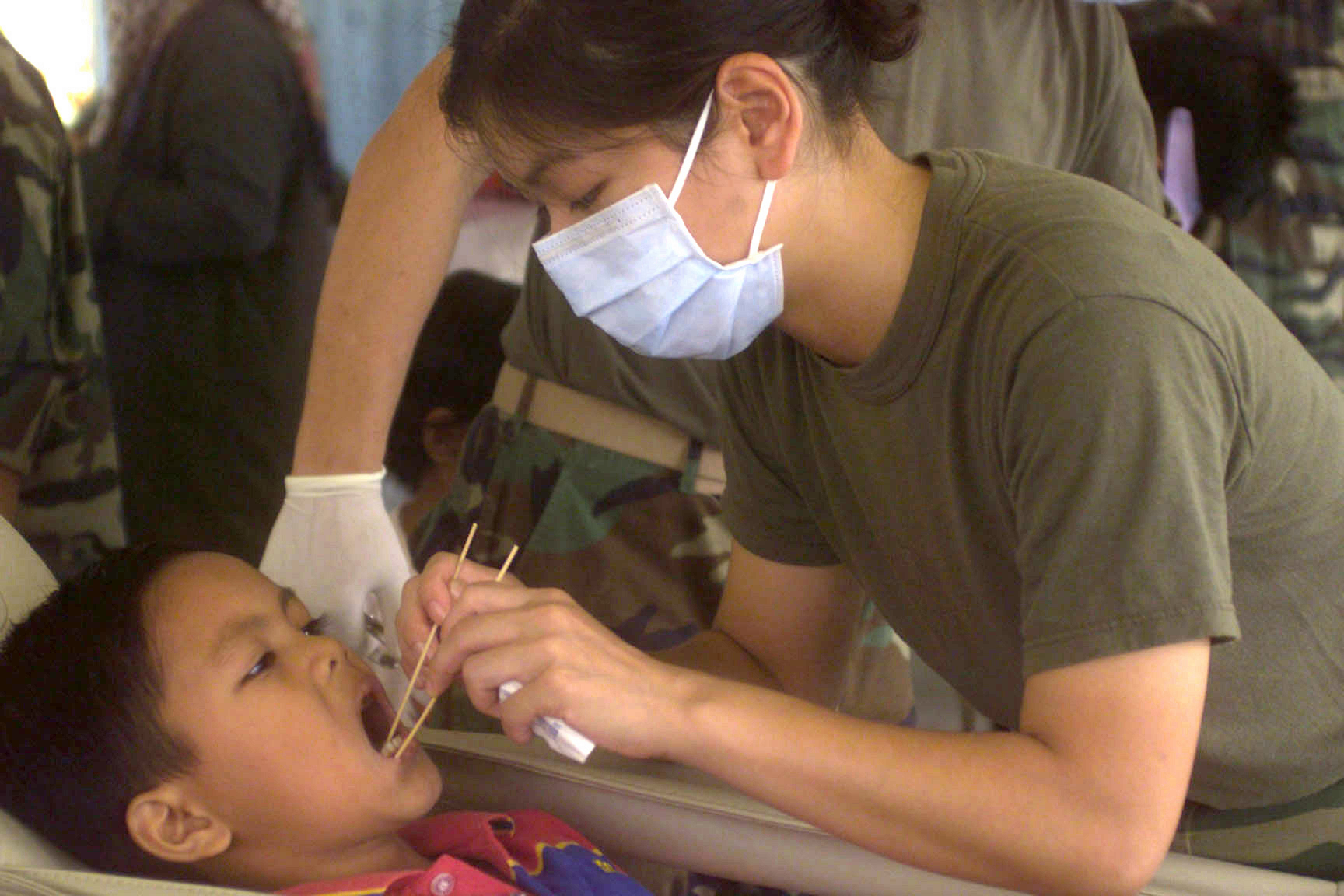
Стоматолог ВМС США оказывает помощь жителям малазийского города Нилаи в ходе медицинского и стоматологического гражданского проекта CARAT в 2002 году.

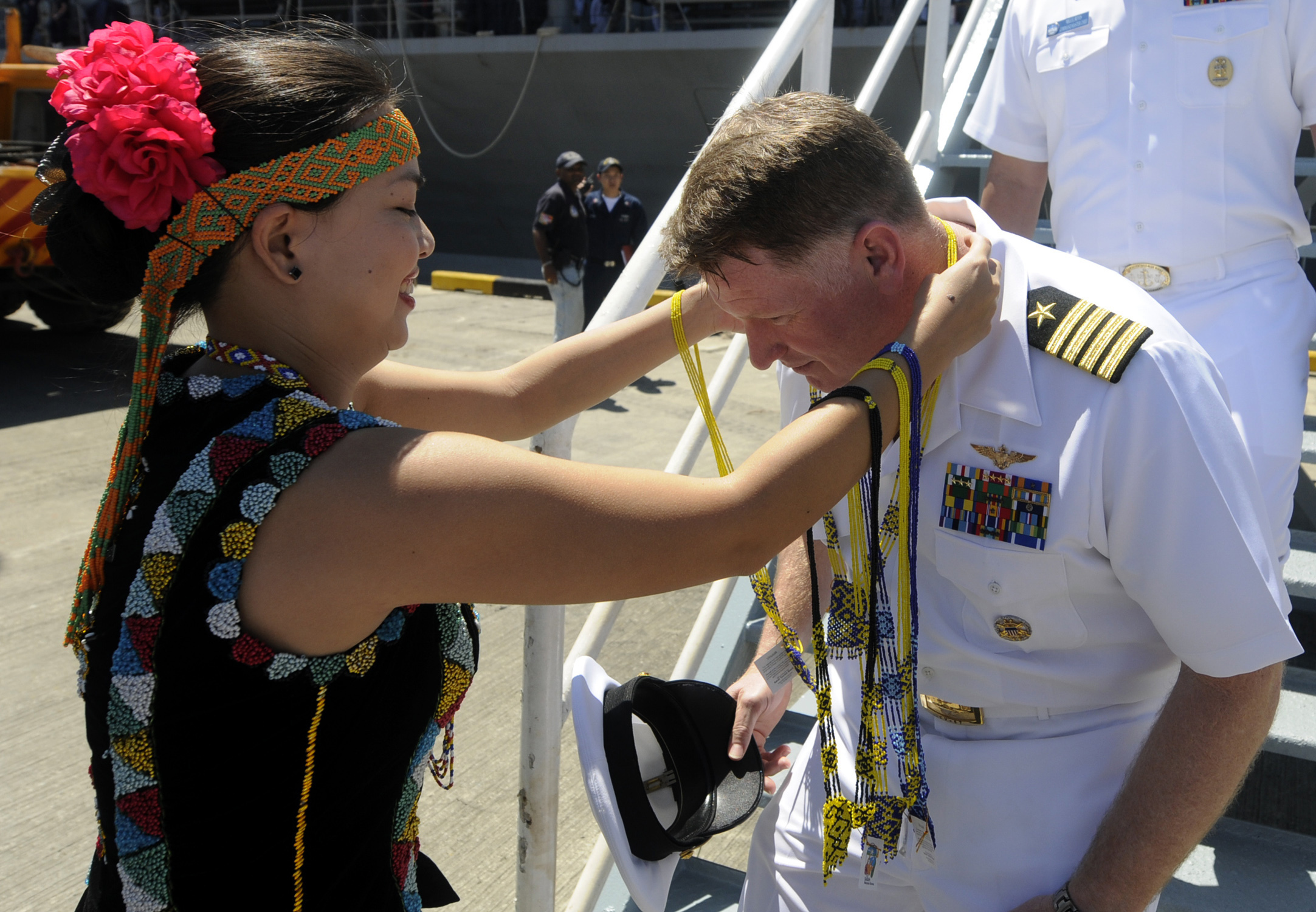
Экипаж корабля USS Blue Ridge (LCC-19), включая капитана Руди Лаптона, командующего офицера 7-го флота США, приветствуют коренные жители Сабаха на пирсе с ожерельем из литай во время визита в порт города Кота-Кинабалу

Малайзия и США поддерживают прочное сотрудничество в сфере безопасности, установили устойчивый оборонный союз с 1990-х годов. В то время как безопасность Малайзии обеспечивается Пятисторонними оборонными соглашениями (FPDA) с Австралией, Новой Зеландией, Сингапуром и Великобританией, США также имеют военный союз с Австралией и Новой Зеландией в рамках АНЗЮС и установили прямое военное и политическое сотрудничество с Сингапуром и Малайзией, чьи вооружённые силы зависят от американских поставок оружия, при этом автомат M4 и винтовка M16 стали основным стрелковым оружием для вооружённых сил этих стран. Малайзия также закупила несколько высокотехнологичных систем вооружения США, в частности истребитель McDonnell Douglas F/A-18 Hornet, и ударный вертолёт McDonnell Douglas MD 500 Defender.
Во время битвы в Могадишо в октябре 1993 года 113 членов батальона малайзийской армии были развёрнуты в рамках миротворческой операции ООН в Сомали для спасения американских рейнджеров, которые были окружены сомалийскими боевиками после того, как два американских вертолёта Sikorsky UH-60 Black Hawk были сбиты. 1 июля 2003 года Малайзия создала Региональный центр Юго-Восточной Азии по борьбе с терроризмом (SEARCCT), в рамках которого две страны сотрудничают в борьбе с финансированием терроризма. Государства поддерживают прочные военные отношения с многочисленными обменами, обучением, совместными учениями и визитами, такими как ежегодное участие обеих стран в учениях по готовности и обучению на море (учения CARAT) и сотрудничество в международном военном образовании и обучении (IMET). Миротворческий центр Малайзии проводит предварительную подготовку малайзийских и других миротворцев перед их отправкой в миссии Организации Объединённых Наций (ООН). США оказали поддержку Миротворческому центру Малайзии. Во время визита президента Барака Обамы в апреле 2014 года Малайзия одобрила Инициативу по безопасности в борьбе с распространением оружия массового уничтожения (PSI).
Американские военные корабли совершили множество визитов в Малайзию, включая атомные авианосцы класса Nimitz USS John C. Stennis (CVN-74) и авианосец USS Abraham Lincoln (CVN-72) экспедиционный быстроходный транспортный корабль класса Spearhead USNS Brunswick десантный корабль класса America USS America (LHA-6), эсминец c ракетным оружием USS Milius (DDG-69), командный корабль класса Blue Ridge USS Blue Ridge (LCC-19) десантные вертолетоносцы-доки класса Wasp USS Essex (LHD-2) и USS Bonhomme Richard (LHD-6), десантный транспортный корабль класса San Antonio USS Green Bay (LPD-20), десантный корабль-док класса Whidbey Island USS Ashland (LSD-48) и корабль противоминной обороны класса Avenger USS Pioneer (MCM-9). 12 ноября 2024 года Королевские военно-воздушные силы Малайзии на авиабазе Субанг проводили учения с американским самолётом-заправщиком Boeing KC-135 Stratotanker, который заправил три малайзийских самолёта Су-30МКМ российского производства.

## Официальные визиты
Премьер-министр Малайзии Наджиб Тун Разак и президент США Барак Обама встретились непосредственно перед саммитом по ядерной безопасности в Вашингтоне 12 апреля 2010 года. Эта встреча представляла собой значительное улучшение отношений между государствами и стала их первой встречей один на один. Во время разговора Барак Обама запросил у Малайзии дополнительную помощь в сдерживании распространения ядерного оружия, которое он назвал величайшей угрозой мировой безопасности. В июне 2009 года Наджиб Разак и Барак Обама обсудили по телефону финансовый кризис 2008 года, проблемы нераспространения ядерного оружия и двух малайзийцев, содержащихся в тюрьме в Гуантанамо. Наджиб Разак подчеркнул, что Малайзия поддерживает только ядерные программы, предназначенные для мирных целей. В 2010 году Наджиб Разак осуществил недельный официальный визит в США.
21 октября 2013 года государственный секретарь Джон Керри и министр торговли Пенни Прицкер посетили Куала-Лумпур для участия в Глобальном саммите по предпринимательству. Секретарь Джон Керри снова посетил Малайзию с 4 по 6 августа 2015 года для участия в Региональном форуме АСЕАН. 26 апреля 2014 года президент Барак Обама совершил государственный визит в Малайзию, он стал вторым президентом США, посетившим эту страну после Линдона Джонсона в 1966 году.
С 19 по 26 сентября 2023 года премьер-министр Малайзии Анвар Ибрагим посетил США с официальным визитом.
Американские дипломаты и политики, посетившие Малайзию:
- Госсекретарь США Кондолиза Райс посетила Куала-Лумпур в июле 2006 года[80].
- Госсекретарь США Хиллари Клинтон совершила 3-дневный визит в Куала-Лумпур в ноябре 2010 года[81].
- Министр обороны США Роберт Гейтс посетил Малайзию в ноябре 2010 года[82][83].
- Генеральный прокурор США Эрик Холдер посетил Куала-Лумпур в июле 2012 года[84].
- Министр обороны США Чак Хэйгел посетил Куала-Лумпур в августе 2013 года[85][86].
- Министр финансов США Джейкоб Лью посетил Куала-Лумпур в ноябре 2013 года[87].
- Торговый представитель США Майкл Фроман посетил Куала-Лумпур четыре раза, последний раз в 2015 году[88].
- Двухпартийная делегация Конгресса США во главе с Полом Райаном, председателем Комитета по путям и средствам Палаты представителей, посетила Куала-Лумпур в феврале 2015 года[89].
- Государственный секретарь США Майк Помпео посетил Куала-Лумпур в августе 2018 года[90].

## Неодобрение внешней политики США

### Общественное мнение
Согласно глобальным опросам общественного мнения, только 27 % малайзийцев относились к США благосклонно в 2007 году, вероятно, из-за неодобрения внешней политики этого государства в отношении других исламских стран. Однако по состоянию на 2013 год 55 % малазийцев относились к США благосклонно, несколько снизившись до уровня 51 % в 2014 году. Согласно тому же опросу, проведённому в 2015 году, 54 % малайзийцев были уверены, что президент Барак Обама поступает правильно в международных делах. Согласно отчёту США о мировом лидерстве за 2012 год, 34 % малайзийцев одобряли лидерство США, 31 % не одобряли и 35 % не уверены.

### Палестинский вопрос
Малайзия является давним сторонником создания независимого Государства Палестина. После нападения ХАМАС на Израиль в 2023 году и последующего вторжения Израиля в сектор Газа произошёл рост симпатий Малайзии к Палестине. Соединённые Штаты направили три дипломатических демарша в отношении Малайзии в связи с её принципиальной позицией по этому вопросу и поддержкой палестинской группировки ХАМАС. США также ужесточили санкции против любых иностранных сторонников ХАМАС и других вооружённых группировок, действующих в Палестине, посредством принятия Закона о предотвращении международного финансирования ХАМАС, на который премьер-министр Малайзии Анвар Ибрагим ответил, что не признаёт односторонние санкции США в отношении палестинцев, а его правительство внимательно следит за законопроектом, добавив, что он может затронуть Малайзию только в том случае, если будет доказано, что Малайзия оказывает какую-либо материальную поддержку ХАМАС или Палестинскому исламскому джихаду. Канцелярия премьер-министра Малайзии, несмотря на постоянную поддержку палестинцев, заявила, что осуждает терроризм во всех его формах, а также категорически осуждает действия ХАМАС, убивающих невинных людей и берущих в заложники израильских женщин и детей. Опрос Pew Research 2024 года показывает, что 84 % малайзийцев недовольны тем, как президент США Джо Байден поддерживает войну Израиля в секторе Газа.

### Санкции США
В декабре 2023 года Министерство финансов США ввело санкции против четырёх малайзийских компаний, обвиняемых в содействии производству Ираном беспилотников. Правительство США обвинило Иран в экспорте беспилотников, которые оно считает «террористическими доверенными лицами» на Ближнем Востоке и российским войскам на Украине. В начале мая 2024 года заместитель министра финансов по борьбе с терроризмом и финансовой разведке Брайан Нельсон заявил, что малайзийские операторы используют перевалку нефти «с судна на судно» для транспортировки нефти в нарушение санкций США в отношении Ирана. Базирующаяся в США организация United Against Nuclear Iran также заявила, что малайзийские операторы содействуют экспорту иранской нефти в Китай под брендом «малайзийская смесь».
После заявлений официальных лиц США о том, что Иран полагается на малайзийских поставщиков услуг для продажи нефти в обход санкций США, высокопоставленный правительственный чиновник заявил, что Малайзия не признаёт экономические санкции, введённые Соединёнными Штатами или любой другой отдельной страной.

## Дипломатические представительства

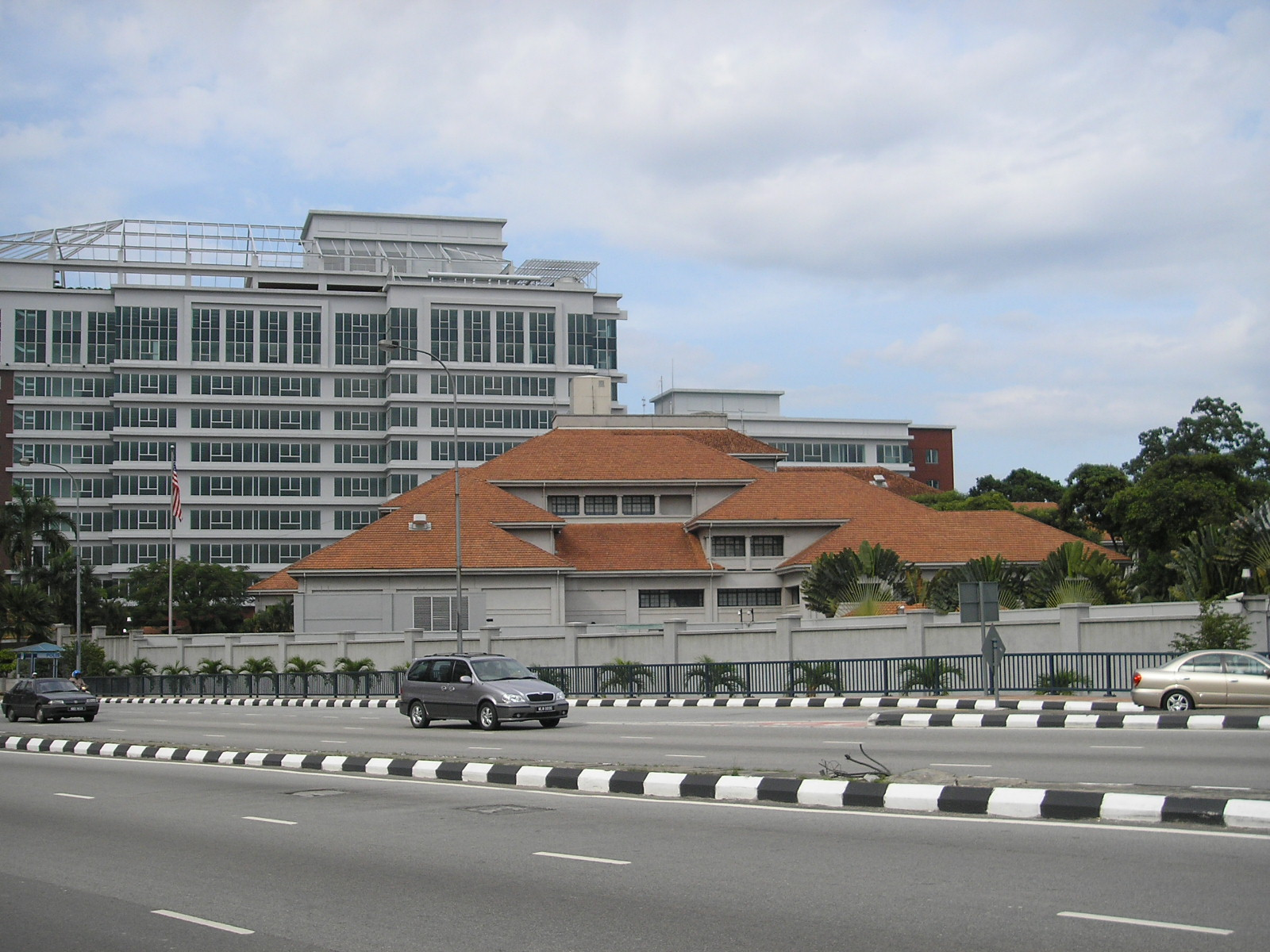
Посольство США в Куала-Лумпуре

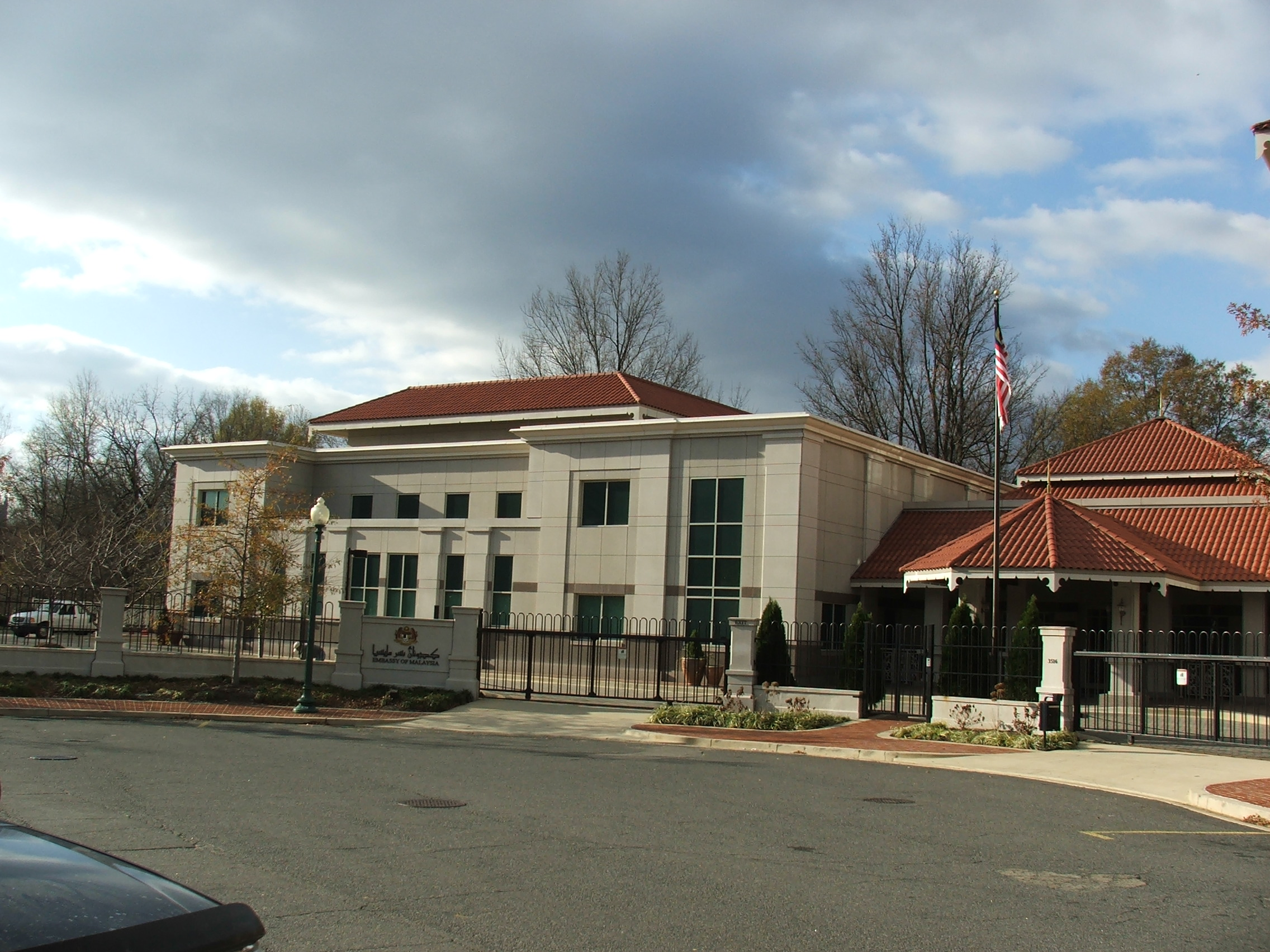
Посольство Малайзии в Вашингтоне

### Посольство США в Куала-Лумпуре
- Посол — Эдгард Каган[103][104].

### Посольство Малайзии в Вашингтоне
- Посол — Мухаммад Шахрул Икрам Якоб[105].